# Hazrat Babadżan

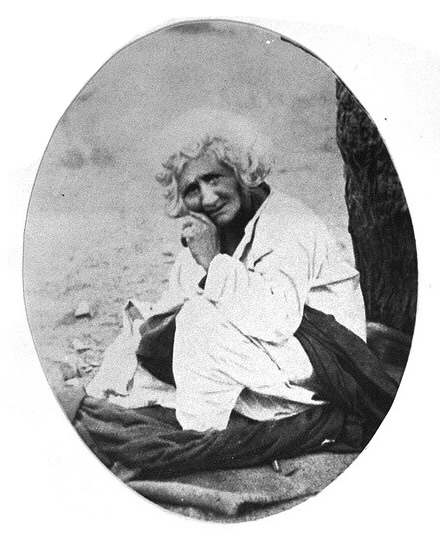
Hazrat Babadżan

Hazrat Babadżan (ur. ??, zm. 18 września 1931) – muzułmańska święta uważana przez swych zwolenników za sadguru i kutuba. Była pierwszym z mistrzów duchowych Meher Baba.

## Życiorys
Hazrat Babadżan urodziła się pod imieniem Gul Rukh w królewskiej rodzinie muzułmańskiej w Beludżystanie (obecny Pakistan). W wieku osiemnastu lat, planowano dla niej małżeństwo, jednak było to niezgodne z jej wolą, więc uciekła z domu w poszukiwaniu Allaha. W wieku 37 lat osiągnęła samorealizację, za sprawą islamskiego kutuba Maula Szaha.
Umarła 18 września 1931 roku. Jej dargah znajduje się w Punie, w stanie Maharasztra, w Indiach.

## Meher Baba
Sławnym uczniem, dzięki któremu jej imię znane jest na Zachodzie, był Meher Baba. Pierwsze ich spotkanie było wstrząsające dla ówczesnego studenta z Puny. Gdy wracając z uczelni, zbliżył się na rowerze do jej chaty, Babadżan wyszła i skinęła by podszedł. Klasnęła w dłonie, a następnie pocałowała go w czoło. Na tym darśan się zakończył. Odwiedzał ją przez następne wieczory. Kilka kolejnych miesięcy pozostawał wpółświadomy świata materialnego wokół, zanurzony w ekstazie. Gdy poradziła mu znalezienie guru odwiedził Shirdi Sai Baba, którego uczeń Upasani Maharadż stał się jego przewodnikiem duchowym i „wyleczył” Mehera z zawieszenia pomiędzy doznaniami Boga i świata materialnego wokół.